# Družinovići
Družinovići su naseljeno mjesto u općini Prozor-Rama, Federacija Bosne i Hercegovine, BiH.
Selo je smješteno na padinama Draševa.

## Stanovništvo

### 1991.
Nacionalni sastav stanovništva 1991. godine, bio je sljedeći:
ukupno: 125
- Muslimani - 67
- Hrvati - 58

### 2013.
Nacionalni sastav stanovništva 2013. godine, bio je sljedeći:
ukupno: 158
- Hrvati - 116
- Bošnjaci - 42

## Vanjske poveznice
- maplandia.com: Družinovići